# Sunset Bay (New York)
Sunset Bay est une census-designated place du comté de Chautauqua, dans l'État de New York, aux États-Unis,. En 2020, elle compte une population de 470 habitants.